# Planetella alexanderi
Planetella alexanderi is een muggensoort uit de familie van de galmuggen (Cecidomyiidae). De wetenschappelijke naam van de soort is voor het eerst geldig gepubliceerd in 1921 door Ephraim Porter Felt.